# Éditions Albin Michel

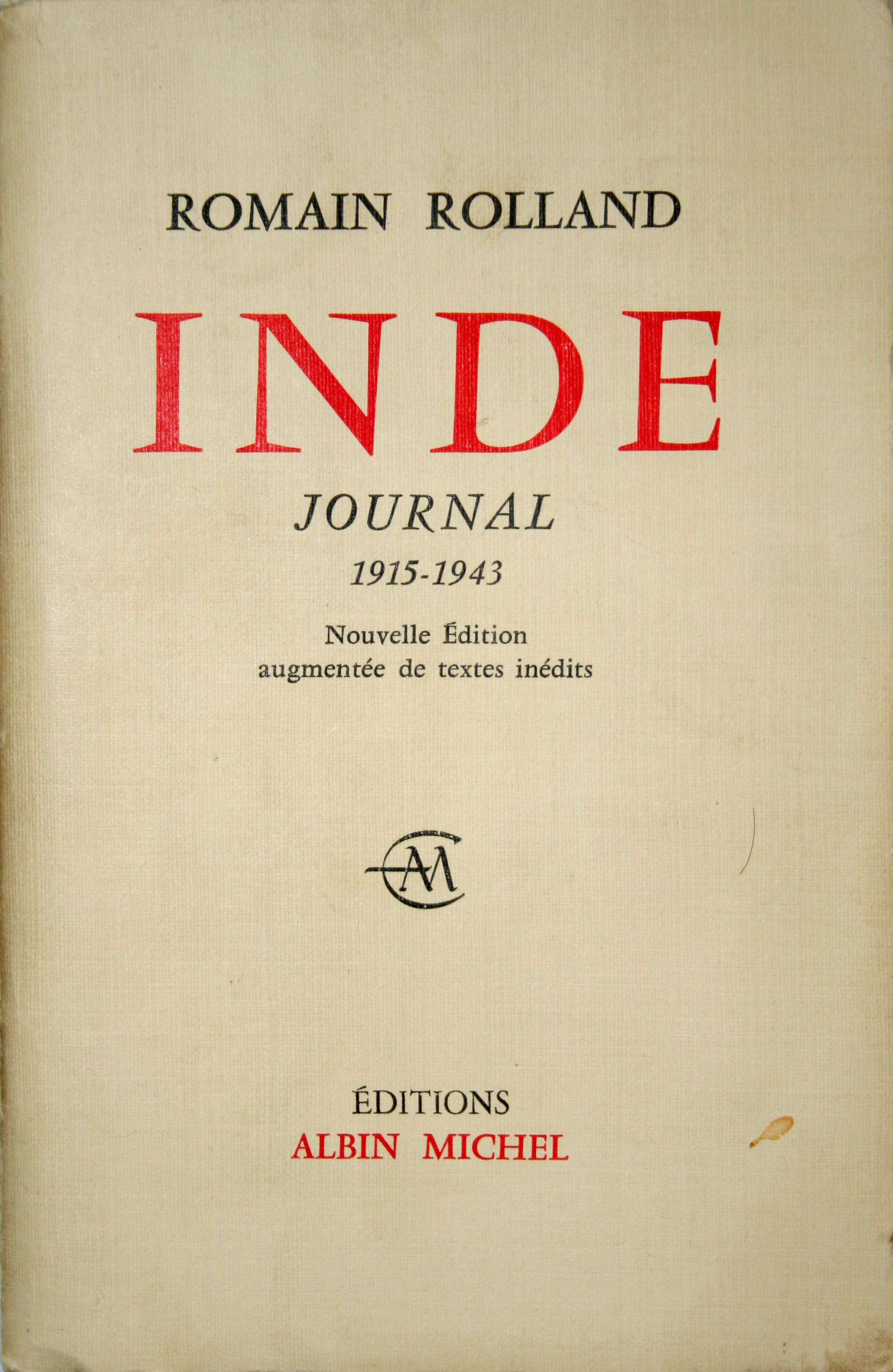
Inde, Journal 1915-1943, de Romain Rolland, 1960

Éditions Albin Michel este un grup editorial francez independent, fondat în 1902 de către Albin Michel și condus de Francis Esménard, nepotul fondatorului. Acesta face parte din cele mai mari zece edituri franceze.

## Istoric
Prima carte purtând această marcă editorială a fost romanul L'Arriviste al lui Félicien Champsaur. Contractul de editare a fost semnat pe 21 ianuarie 1902 la Paris între editorul Albin Michel și autorul Félicien Champsaur, iar cartea a apărut în luna mai și a avut un mare succes, fiind vândute zeci de mii de exemplare. Fost director al librăriei « Flammarion et Vaillant » de pe Avenue de l'Opéra, Albin Michel a dorit să lucreze pe cont propriu și a deschis propria sa librărie împreună cu Adolphe Forgeot la Paris, și apoi o alta la Bordeaux.
În octombrie 1904, în acord cu Flammarion, care a păstrat dreptul de proprietate asupra operelor lui Georges Courteline, Albin Michel a lansat o colecție săptămânală intitulată  « Les Œuvres de Georges Courteline » la 30 de centime bucata; era, în realitate, o carte broșată trasă pe rotativă, tehnică similară cu cea a broșurilor de presă, ceea ce a făcut posibilă reducerea prețului unitar și atragerea unui public țintă mai numeros. Editura a lansat apoi colecția « Roman-succès à 0,95 centimes », impunându-se pe această nișă a cărților ieftine. În 1910 și-a mutat sediul pe 22 rue Huyghens. În iulie 1912 a fost lansată prima revistă, Le Bon-Point amusant. Journal des enfants bien élevés. În timpul Primului Război Mondial a achiziționat primele sale fonduri editoriale (Henri Letellier, Geisler), iar apoi a obținut în 1917 premiul Goncourt cu La Flamme au poing de Henry Malherbe. Începând din 1920 a început o perioadă de creștere puternică a editurii odată cu succesul cărții L'Atlantide de Pierre Benoit, un best-seller al epocii. În 1921 și 1922 a obținut noi premii Goncourt cu Batouala de René Maran, și apoi cu două romane de Henri Béraud.
Printre alți autori pe care această editură a reușit să-i promoveze și care i-au adus succes se află Romain Rolland, Henri Barbusse, Roland Dorgelès, Henri Pourrat, Vercors, Robert Sabatier, apoi Didier Van Cauwelaert, Éric-Emmanuel Schmitt, Patrick Cauvin, Yasmina Reza, Bernard Werber, Amélie Nothomb și, dintre autorii străini, Daphne du Maurier, Mary Higgins Clark, Stephen King sau Thomas Harris. 
Începând din 1992, Albin Michel publică aproximativ 450 de titluri noi pe an (față de 100 în 1967). Ea a devenit al patrulea grup editorial francez, iar autorii ei se află în mod constant printre cei mai bine vânduți.
La începutul anului 2014, grupul editorial Albin Michel a lansat o nouă strategie de achiziții prin cumpărarea a șapte librării (Paris, Châlons en Champagne, Limoges, Orléans, Besançon, Sarreguemines și Lorient) din rețeaua Chapitre. Scopul era păstrarea unuia dintre principalele canale de distribuție de cărți.

## Groupe Albin Michel
Începând din anii 1920, Albin Michel a format un grup editorial, achiziționând în cursul deceniilor fonduri ale altor edituri, asociindu-se cu altele, extinzându-și afacerile, publicând cărți practice, educaționale și academice, precum și de benzi desenate etc. Grupul controlează din 1982, de asemenea, rețeaua sa de distribuție-difuzare, precum și o rețea de librării, care îi permite să-și mențină independența.
Președinții editurii au fost Albin Michel (1873-1943) și apoi din 1944 Robert Esménard, ginerele său, iar, după moartea sa, în 1988, conducerea editurii a revenit lui Francis Esménard, fiul său.

### Literatură și cărți practice
- Éditions Albin Michel
- Éditions Horay
- Librairie générale française (maxim 40%)
- Jouvence (maxim 30%)

### Carte școlară și universitară
- Magnard-Vuibert
- Delagrave
- De Boeck Supérieur (cumpărată de la Ergon Capital)
- La Librairie des écoles (maxim 50%)

### Difuzare-distribuție
- Dilisco
- Edulib (maxim 50% din capital)
- Adilibre

### Librării
- SNC Besançon Lire
- SNC Chalons Lire
- SNC Limoges Lire
- SNC Lorient Lire
- SNC Orléans Lire (Librairie nouvelle d'Orléans)
- SNC Paris Lire
- SNC Sarreguemines Lire

## Colecții
- « Le Roman littéraire », înființată în 1917, sub conducerea lui Henri de Régnier.
- Les Grandes Traductions, înființată în 1922 sub numele « Les Maîtres de la littérature étrangère ».
- Parisienne-Collection
- L'Évolution de l'humanité, 1937
- Spiritualités vivantes, 1946, condusă de Jean Herbert, apoi de Marc de Smedt și de Jean Mouttapa
- Présences du judaïsme, 1958
- Lettre ouverte…, 1966
- Albin Michel Science-fiction, 1968
- Spiritualités vivantes
- Bibliothèque Idées, condusă de Hélène Monsacré
- Bibliothèque Histoire
- Super-Fiction, 1975
- Super+Fiction, 1977
- Spécial suspense, 1980
- Terres d'Amérique
- Terres indiennes
- Latitudes
- Le Square
- Wiz, 2002
- #AM
- L'Islam des Lumières, condusă de Jean Mouttapa și Rachid Benzine, 2003
- Planète Inde, condusă de Jean Mouttapa și Ysé Tardan-Masquelier, 2007

## Alte fonduri cumpărate
- Société d'éditions littéraires et artistiques (fondul Ollendorff, 1924)
- Éditions Libres-Hallier (1978)
- Ipomée (1990)
- SEDRAP (1997)
- Éditions De Vecchi (2005, revândută în 2012)
- Casteilla (2011)
- Dervy (revândută în 2011)